# Walk on Water (chanson de Thirty Seconds to Mars)
Pour les articles homonymes, voir Walk on Water.
Singles de Thirty Seconds to Mars
City of Angels
(2013) Dangerous Night
(2018)
Walk on Water est un single du groupe Thirty Seconds to Mars. C'est le premier single du cinquième album du groupe.
Dans la lyric video, on peut voir des images du Jour de l’Indépendance des États-Unis. Les images ont été enregistrées le 4 juillet 2017 par plus de 10 000 personnes. Elles viennent appuyer les propos du chanteur qui lance un appel au changement. 
Thirty Seconds to Mars a joué Walk on Water le 27 août 2017 aux MTV Video Music Awards 2017.

## Certifications
| Pays                  | Certification | Unités certifiées |
| --------------------- | ------------- | ----------------- |
| Canada (Music Canada) | Or            | 40 000            |
| États-Unis (RIAA)     | Or            | 500 000           |